# Яковлєв Петро Петрович
Петро Петрович Яковлєв (нар. 28 квітня 1952, Вінниця, УРСР — пом. 16 вересня 2003, Москва, Росія) — радянський футболіст, півзахисник.

## Життєпис
Футбольну кар'єру розпочав у 1968 році в складі бердичівського «Прогресу». За бердичівський клуб у Другій лізі СРСР того сезону відіграв 2 матчі. У 1970 році перейшов до дубля київського «Динамо», у футболці якого відзначився 1 голом, але через дуже високу конкуренцію в складі киян закріпитися в клубі не вдалося. По ходу сезону перейшов до житомирського «Авангарду», але як і в Києві, за першу команду клубу також не грав.
У 1973 році перейшов до вінницького «Локомотива», який також виступав у Другій союзній лізі. У складі команди став основним футболістом, зіграв 41 матч та відзначився 10-а голами. У 1974 році отримав запрошення від дніпропетровського «Дніпра». Дебютував у футболці «дніпрян» 14 березня 1974 року в переможному (5:0) домашньому поєдинку 1/16 фіналу кубку СРСР проти самарських «Крил Рад». Петро вийшов у стартовому складі та відіграв увесь матч. У Вищій лізі СРСР дебютував 2 травня 1974 року в переможному (1:0) домашньому поєдинку 4-о туру проти алматинського «Кайрату». Яковлєв вийшов на поле на 78-й хвилині, замінивши Станіслава Євсеєнка. Дебютним голом за дніпропетровців відзначився 24 квітня 1975 року на 78-й хвилині переможного (3:0) домашнього поєдинку 1-о туру Вищої ліги проти СКА (Ростов-на-Дону). Петро вийшов на поле на 46-й хвилині, замінивши Романа Шнейдермана. У футболці «Дніпра» у Вищій лізі зіграв 99 матчів та відзначився 17-а голами, ще 11 матчів (3 голи) провів у кубку СРСР.
У 1978 році перейшов у московське «Торпедо». Дебютував у футболці московського клубу 8 квітня 1978 року в нічийному (0:0) виїзному поєдинку 1-о туру Вищої ліги проти бакинського «Нефтчі». Петро вийшов на 46-й хвилині, замінивши Юрія Хлопотнова. Дебютним голом за «торпедівців» відзначився 12 квітня 1978 року на 78-й хвилині переможного (1:0) виїзного поєдинку 2-о туру Вищої ліги проти єреванського «Арарату». Яковлєв вийшов на поле на 77-й хвилині, замінивши Юрія Хлопотнова. За «Торпедо» у Вищій лізі відіграв 25 матчів та відзначився 2-а голами, ще 9 матчів (1 гол) провів у кубку СРСР. 
У 1980 році повернувся до «Дніпра», яке на той час виступало в Першій лізі СРСР. Дебютував у футболці «дніпрян» 31 березня 1980 року в переможному (1:0) домашньому поєдинку 1-о туру проти хабаровського СКА. Петро вийшов на поле в стартовому складі, а на 87-й хвилині його замінив Олександр Васютич. Дебютним голом за дніпропетровську команду відзначився 4 квітня 1980 року в переможному (1:0) домашньому поєдинку 2-о туру Першої ліги проти кемеровського «Кузбасу». Петро вийшов на поле в стартовому складі, а на 84-й хвилині його замінив Михайло Паламарчук. У футболці «Дніпра» в Першій лізі зіграв 26 матчів та відзначився 2-а голами.
Після відходу з «Дніпра» на початку 1981 року протягом двох років не виступав. У 1982 році захищав кольори клубу з НДР «Мотор» (Веймар), а з 1983 по 1984 рік — «Шталь» (Тале).